# Castra Martis Hill
Der Castra Martis Hill (englisch; bulgarisch хълм Кастра Мартис wrach Kastra Martis) ist ein 453 m hoher und markanter Hügel auf der Livingston-Insel im Archipel der Südlichen Shetlandinseln. Er ragt 0,55 km ostsüdöstlich des Leslie Hill auf, mit dem er über einen 418 m hohen Bergsattel verbunden ist, und 4,1 km nordwestlich des Melnik Peak auf.
Bulgarische Wissenschaftler kartierten ihn im Zuge von Vermessungen der Tangra Mountains zwischen 2004 und 2005. Die bulgarische Kommission für Antarktische Geographische Namen benannte ihn 2005 nach dem Römerlager Castra Martis, Vorläufer der Stadt Kula im Nordwesten Bulgariens.